# Solenopsis lotophaga
Solenopsis lotophaga är en myrart som beskrevs av Santschi 1911. Solenopsis lotophaga ingår i släktet eldmyror, och familjen myror. Inga underarter finns listade i Catalogue of Life.